# República d'Utrecht
La república d'Utrecht fou un estat bòer que va existir a Sud-àfrica, al nord-est de Natal, a la vora del riu Buffalo. La capital fou Utrecht, que portava el seu nom per la seva homònima holandesa, que avui és una petita ciutat al peu de les muntanyes Balele a KwaZulu-Natal, amb activitat minera i ramadera
L'establiment es va formar el 1852, i el 1854 els bòers s'havien estès mitjançant la compra de terrenys al rei zulu Mpande i van formar una república de 32 x 64 km, dirigida per un landdrost (magistrat) que fins al 1855 fou Andreas Theodorus Spies (1800-1889)
El 1855 el Transvaal (des de 1853 República Sud-africana) va reconèixer al govern d'Utrecht com a govern provincial, sota la direcció de J.C. Steyn (Landdrost) i J.C. Klopper (Comandant). Una situació semblant es donava a Lydenburg, però aquesta regió el 1856 va trencar vincles amb el Transvaal.
El 1856 Spies va substituir a Steyn, favorable a Transvaal. Utrecht i Lydenburg es van aliar (1857) i finalment el 8 de maig de 1858 Utrecht es va incorporar a Lydenburg; no obstant una part dels colons d'Utrecht va romandre fidel a Transvaal. Finalment Lydenburg fou incorporat a la República Sud-africana (Transvaal) el 1860 però Utrecht fou cedida per tractat a la colònia britànica de Natal junt amb els districtes de Vryheid i Wakkerstroom.